# لونجيانو
لونجيانو (بالإيطالية: Longiano)‏ هي بلدية في مقاطعة فورلي تشيزينا في إقليم إميليا رومانيا الإيطالي.

## السكان
في سنة 1861 بلغ عدد السكان 3٬327 نسمة، وتطور العدد ليصل في سنة 2011 لـ 6٬837 نسمة.
يظهر هذا المخطط البياني تطور النمو السكاني لـ لونجيانو